# Tatsuhiro Sakamoto
Tatsuhiro Sakamoto (坂元 達裕?, Sakamoto Tatsuhiro; Tokyo, 22 ottobre 1996) è un calciatore giapponese, centrocampista del Coventry City.

## Caratteristiche tecniche
Può trovare la sua posizione sia come trequartista che come esterno di centrocampo, militando per il Coventry City ha giocato anche come ala destra. In attacco si affida a un gioco essenziale, accentrandosi con il proprio mancino, calcia bene dalla media distanza, possiede un buon senso della posizione e anche potenza di tiro, fa ricorso anche al colpo di testa ma sa rendersi utlile pure in fase di passaggio. Dotato inoltre di una buona tecnica di dribbling.

## Carriera

### Club

#### Montedio Yamagata e Cerezo Osaka
È nella seconda divisione giapponese, la J2 League, che inizia la carriera da professionista di Sakamoto, nel 2019 con il Montedio Yamagata, segna un gol contro il Machida Zelvia, il Kagoshima United FC e l'Ehime FC vincendo per 3-0 tutti e tre i match, realizza una rete anche contro il Tokyo Verdy nel successo per 2-1, sigla un gol anche contro il JEF United Chiba nella vittoria per 3-1, inoltre segna su calcio di punizione nella partita vinta per 4-3 contro il Kashiwa Reysol.
Passa nella prima divisione, nel 2020, giocando con il Cerezo Osaka, è nella AFC Champions League che segna la sua prima rete per la squadra, pareggiando per 1-1 contro il Port. Nell'edizione 2021 della J1 League Sakamoto segna sei gol, la sua rete decide la vittoria per 1-0 contro l'Oita Trinita, segna il gol del 3-1 battendo lo Yokohama FC, realizza la rere del 2-0 sconfiggendo il Kashiwa Reysol, sigla una rete anche contro il Sagan Tosu e il FC Tokyo pareggiando per 3-3 entrambi i match.

#### Ostenda e Coventry City
Si trasferisce in Belgio giocando per l'Ostenda, debutta il 21 gennaio nel match contro l'Anversa dive Sakamoto con il suo assist permette a Zech Medley di segnare il primo gol della partita, benché l'Anversa vinca in rimonta per 2-1. In tutto Sakamoto gioca 44 partite con l'Ostenda non avendo mai segnato nemmeno una rete.
Nel 2023 passa al Coventry City nella seconda divisione inglese, nel suo primo campionato segna un gol sia contro il Millwall che il Sunderland vincendo per 3-0 entrambe le partite, realizza una doppietta sconfiggendo prima per 2-0 il Sheffield Wednesday e poi battendo per 3-1 il Middlesbrough.

### Nazionale
Nel 2021 ha giocato le sue uniche due partite con la nazionale del Giappone, la prima il 7 giugno battendo per 4-1 il Tagikistan entrando in campo nel secondo tempo sostituendo Genki Haraguchi, e l'ultima 15 giugno sconfiggendo il Kirghizistan per 5-1 dove Shō Sasaki ha segnato il suo primo gol in nazionale con un colpo di testa grazia al calcio d'angolo di Sakamoto.

## Statistiche

### Cronologia presenze e reti in nazionale
| Cronologia completa delle presenze e delle reti in nazionale ― Giappone | Cronologia completa delle presenze e delle reti in nazionale ― Giappone | Cronologia completa delle presenze e delle reti in nazionale ― Giappone | Cronologia completa delle presenze e delle reti in nazionale ― Giappone | Cronologia completa delle presenze e delle reti in nazionale ― Giappone | Cronologia completa delle presenze e delle reti in nazionale ― Giappone | Cronologia completa delle presenze e delle reti in nazionale ― Giappone | Cronologia completa delle presenze e delle reti in nazionale ― Giappone |
| Data                                                                    | Città                                                                   | In casa                                                                 | Risultato                                                               | Ospiti                                                                  | Competizione                                                            | Reti                                                                    | Note                                                                    |
| ----------------------------------------------------------------------- | ----------------------------------------------------------------------- | ----------------------------------------------------------------------- | ----------------------------------------------------------------------- | ----------------------------------------------------------------------- | ----------------------------------------------------------------------- | ----------------------------------------------------------------------- | ----------------------------------------------------------------------- |
| 7-6-2021                                                                | Suita                                                                   | Giappone                                                                | 4 – 1                                                                   | Tagikistan                                                              | Qual. Mondiali 2022                                                     | -                                                                       | 46’                                                                     |
| 15-6-2021                                                               | Suita                                                                   | Giappone                                                                | 5 – 1                                                                   | Kirghizistan                                                            | Qual. Mondiali 2022                                                     | -                                                                       |                                                                         |
| Totale                                                                  |                                                                         | Presenze                                                                | 2                                                                       |                                                                         | Reti                                                                    | 0                                                                       |                                                                         |